# 사달리
사달리(Sadali), 사르데냐어로는 사달리(Sàdali)는 이탈리아의 사르데냐 섬에 있는 수드사르데냐도의 코무네이다. 2006년 기준으로 인구는 1,054명이고 면적은 49.88 제곱킬로미터 (19.26 mi2)이며, 이는 제곱킬로미터당 약 21명(제곱마일당 55명)에 해당한다. 이곳은 이탈리아의 가장 아름다운 마을 중 하나이다.

## 지리
사달리는 다음 지자체들과 접해 있다: 에스테르칠리, 누리, 세우이 (올리아스트라도), 세울로, 빌라노바 툴로.